# بيت هايدن
بيت هايدن (بالإنجليزية: Beth Heiden)‏ مواليد 27 سبتمبر 1959 في ويسكونسن، الولايات المتحدة، هي متسابقة أمريكية. شاركت في دورة الألعاب الأولمبية الصيفية وفازت بميدالية أولمبية.

## سجل النتائج

### سباقات أو مراحل فازت بها
- بطولة العالم لسباق الدراجات على الطريق

## الميداليات
| الميدالية | المسابقة                                    |
| --------- | ------------------------------------------- |
| برونزية   | الألعاب الأولمبية الشتوية 1980              |
| ذهبية     | بطولة العالم لسباق الدراجات على الطريق 1980 |

## روابط خارجية
- بيت هايدن على موقع أرشيف الدراجات (الإنجليزية)
- بيت هايدن على موقع إحصائيات الدراجات الإحترافية (الإنجليزية)
- بيت هايدن على موقع CycleBase (الإنجليزية)
- بيت هايدن على موقع SpeedSkatingBase.eu (الإنجليزية)
- بيت هايدن على موقع SpeedSkatingNews.info (الإنجليزية)
- بيت هايدن على موقع SpeedSkatingStats.com (الإنجليزية)
- بيت هايدن على موقع اللجنة الأولمبية الدولية (الإنجليزية)
- بيت هايدن على موقع أوليمبيديا (الإنجليزية)